# فيليب ديغن
فيليب ديغن (بالألمانية: Philipp Degen) (ولد في 15 فبراير 1983)، هو لاعب كرة قدم سويسري معتزل. كان يلعب غالبًا في مركز الظهير الأيمن، ولكنه كان يمكنه اللعب في مركز الظهير الأيسر والجناح الأيمن كذلك. بدأ مسيرته الكروية مع نادي بازل السويسري قبل الانتقال لنادي بوروسيا دورتموند الألماني الذي قضى معه 3 سنوات شابت السنة الأخيرة إصابته. انتقل في يوليو 2008 لنادي ليفربول الإنجليزي في صفقة انتقال حر، ولكنه عانى من الإصابة هناك أيضا. عاد لنادي بازل السويسري مجددًا في 2011 بعد أن انهى عقده مع ليفربول بالتراضي. ومع بازل، أعلن اعتزاله ممارسة كرة قدم في نهاية موسم 2015-2016.
اخُتير لقائمة منتخب سويسرا المشاركة في كأس العالم 2006 وكذلك في بطولة أمم أوروبا 2008 ولكنه لم يلعب أي من مباريات البطولتين.

## مسيرته الكروية
لعب فيليب ديغن خلال مسيرته الاحترافية مع 4 أندية في خمسة عشر موسمًا وسجل خلالها 12 هدفًا ضمن 238 مباراة. حيث فاز في ثلاثة مواسم بالكأس وفي ثمانية مواسم بالدوري.
خاض فيليب ديغن مسيرته مع نادي بازل في موسم 2001–02 في المرة الأولى ليلعب معه أربعة مواسم ثم في موسم 2011–12 ليلعب معه خمسة مواسم، مشاركًا طوالها في 158 مباراة سجل خلالها 11 هدفًا. ثم انتقل إلى نادي بوروسيا دورتموند للفورميلا في موسم 2005–06 واستمر معه طيلة ثلاثة مواسم، حيث شارك في 68 مباراة سجل خلالها هدفًا واحدًا. لينتقل بعدها إلى نادي ليفربول في موسم 2008–09 ولمدة موسمين، مشاركًا في 7 مباريات ولم يسجل أي هدف. ثم انتقل إلى نادي شتوتغارت في موسم 2010–11 لمدة موسم واحد، مشاركًا في 5 مباريات ولم يسجل أي هدف أيضًا.

## روابط خارجية
- فيليب ديغن على موقع الاتحاد الدولي (مؤرشف)  (الإنجليزية)
- فيليب ديغن على موقع الاتحاد الأوربي (الإنجليزية)
- فيليب ديغن على موقع إي إس بي إن إف سي (الإنجليزية)
- فيليب ديغن على موقع قاعدة بيانات كرة القدم.إي يو (الإنجليزية)
- فيليب ديغن على موقع ناشيونال فوتبول تيمز (الإنجليزية)
- فيليب ديغن على موقع Soccerbase.com (لاعب) (الإنجليزية)
- فيليب ديغن على موقع Soccerway.com (الإنجليزية)
- فيليب ديغن على موقع عالم كرة القدم.نت (الإنجليزية)
- فيليب ديغن على موقع كووورة
- فيليب ديغن على موقع AS.com (الإسبانية)